# Jeta
Jeta és una illa costanera de Guinea Bissau. Pertany a la Regió de Cacheu, al sector de Caió i té una superfície de 109 km². Es troba al nord de l'Arxipèlag dels Bijagós, uns 1.500 metres a l'oest de l'illa de Pecixe.
La seva població és d'uns 4.000 habitants, majoritàriament manjacs, que viuen del cultiu d'arròs, blat de moro, fesols, iuca, cacauet i anacard.